# Hrabstwo Roosevelt (Nowy Meksyk)
Hrabstwo Roosevelt (ang. Roosevelt County) – hrabstwo w stanie Nowy Meksyk w Stanach Zjednoczonych.

## Miasta
- Elida
- Portales

## Wioski
- Causey
- Dora
- Floyd